# Roberto Messuti
Roberto Jesús García Messuti (Caracas, Venezuela, 10 de enero de 1972) es un actor, presentador y economista venezolano. Es diputado de la Asamblea Nacional de Venezuela. Fue miembro del sector de trabajadores en la Asamblea Nacional Constituyente de 2017.

## Biografía
En 1989 se graduó del Colegio La Salle La Colina como bachiller con mención en humanidades y en 1995 se graduó como economista de la Universidad Santa María. Empezó su carrera como actor en la novela de RCTV Llovizna.
Se casó en 2008 con Guadalupe Quintana con quien llegó a tener 2 hijos. En 2017 la pareja se divorcia.

## Carrera política
Ha demostrado su respaldo tanto al expresidente Hugo Chávez como al actual mandatario Nicolás Maduro, y ha ocupado diversos trabajos para dichos gobiernos. En 2017 se postula y gana un curúl en la cuestionada Asamblea Constituyente impulsada por el presidente venezolano. En agosto de 2022 hizo una polémica declaración referente a las informaciones de venezolanos migrantes en el Darien que se trataba de un montaje, “El tema del Darién yo estoy seguro de que es un negoción. ¿No te has dado cuenta que está hasta producido? Yo creo que están hasta las cámaras, las luces, todo el cuento. Es un negoción”

## Telenovelas
- Las Bandidas (2013) como Tulio Irazábal
- Dulce amargo (2013) como David Anzola
- Válgame Dios (2012) como Cayo Castillo Rodríguez
- La viuda joven (2011) como Matías Humboldt
- Libres como el viento (2009-2010) como Rogelio Luciente
- Toda una dama (2007-2008) como Ignacio Caballero
- Dr. G y las mujeres (2007) como Jhonny
- Y los declaro marido y mujer (2006-2007) Como Eduardo
- Amor a palos (2005-2006) como René Cárdenas
- ¡Qué buena se puso Lola! (2004) como Oscar Aguirre
- Engañada (2003) como Sergio Monasterios
- Mambo y canela (2002) como Yonson
- Amantes de luna llena (2000) Como Salvador
- Hechizo de amor (2000) como Silvio Pérez
- Cuando hay pasión (1999) como Juan Carlos
- Destino de mujer (1997-1998) como Augusto
- Llovizna (1997-1998) como Eloy Cardoso
- Contra viento y marea (telenovela de 1997) como Marcelo

## Programas de televisión
- Robinson, La Gran Aventura (programa de telerrealidad o supervivencia): Transmitido por Venevisión en los años 2001 a 2002.[3]